# Лысенко, Василий Васильевич
Василий Васильевич Лысенко (15 июля 1914, село Власовка Киевской губернии, теперь Барышевского района Киевской области — 1 марта 1987, город Киев) — советский партийный деятель, депутат Верховного Совета УССР 5-7-го созывов. Кандидат в члены ЦК КПУ в 1960—1971 г.

## Биография
Василий Лысенко родился в 1914 году крестьянской семье. В 1935 году окончил Киевский механический техникум. С 1935 года — преподаватель в городе Кагарлыке Киевской области.
Член ВКП(б) с 1938 года.
В 1939 — 1941 г. — заведующий отделом пропаганды и агитации Пидгаецкого районного комитета КП(б)У Тернопольской области.
В 1941 — 1945 г. — в Красной армии на политической работе. После демобилизации, в 1950 году работал на партийной и педагогической работе в Чертковском районе Тернопольской области, в частности был заведующим отдела Чертковского городского комитета КП(б)У.
В 1950 — 1951 г. — 1-й секретарь Коропецкого районного комитета КП(б)У Тернопольской области. В 1952 — 1955 г. — 1-й секретарь Бережанского районного комитета КПУ Тернопольской области.
В 1955 — 1956 г. — секретарь Тернопольского областного комитета КПУ. В 1956 — 1958 г. — 2-й секретарь Тернопольского областного комитета КПУ.
В мае 1958 — мае 1971 г. — председатель исполнительного комитета Тернопольского областного совета депутатов трудящихся.
С 1971 года — персональный пенсионер союзного значения в Киеве.

## Награды
- орден Ленина
- три ордена Трудового Красного Знамени
- орден Красного Знамени
- орден Отечественной войны I-й степени
- орден Отечественной войны II-й степени
- орден Красной Звезды
- 14 медалей